# تشارلي أوليري
تشارلي أوليري (بالإنجليزية: Charley O'Leary)‏ هو لاعب كرة قاعدة أمريكي، ولد في 15 أكتوبر 1882 في شيكاغو في الولايات المتحدة، وتوفي بنفس المكان في 6 يناير 1941.